# Бидліно
Бидліно (пол. Bydlino, нім. Bedlin) — село в Польщі, у гміні Слупськ Слупського повіту Поморського воєводства.
Населення — 262 особи (2011).
У Бидліні знаходиться модельна фабрика «Husaria Model Factory».

## Демографія
Демографічна структура станом на 31 березня 2011 року:
|          | Загалом | Допрацездатний вік | Працездатний вік | Постпрацездатний вік |
| -------- | ------- | ------------------ | ---------------- | -------------------- |
| Чоловіки | 123     | 20                 | 94               | 9                    |
| Жінки    | 139     | 31                 | 83               | 25                   |
| Разом    | 262     | 51                 | 177              | 34                   |